# Xiaxi, Guizhou
Xiaxi är en ort i Kina. Den ligger i provinsen Guizhou, i den sydvästra delen av landet, omkring 290 kilometer öster om provinshuvudstaden Guiyang.